# Coccyzus rufigularis
Coccyzus rufigularis là một loài chim trong họ Cuculidae.